# Aermacchi Chimera
L'Aermacchi Chimera è una motocicletta prodotta dalla casa italiana Aermacchi dal 1956 al 1965.

## Storia

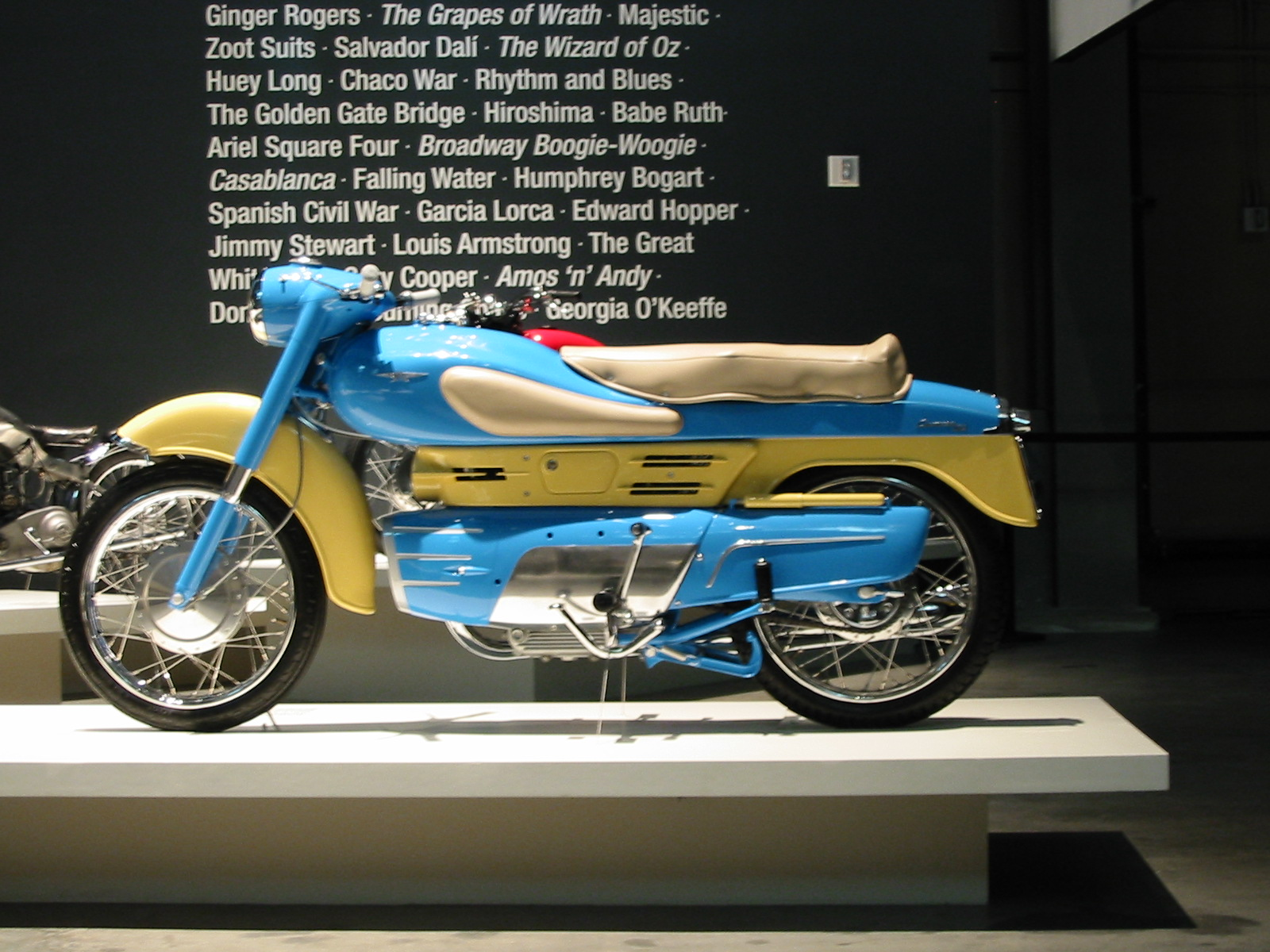
Una Chimera 250

La Chimera, progettata da Alfredo Bianchi e dal designer e pilota Mario Revelli, fu presentata nel novembre 1955 al Salone del motociclo di Milano.
La moto presentava soluzioni avveniristiche per l'epoca, quali la carenatura integrale e il mono ammortizzatore posteriore posizionato sotto la sella. Il motore, un monocilindrico orizzontale, aveva una distribuzione ad aste e bilancieri con lubrificazione a carter umido. Il cambio era a quattro rapporti e con la trasmissione primaria a ingranaggi.
Presentata inizialmente nella sola versione da 175 cm³, nel 1957 fu presentata la Chimera 250. Simile alla sorella di minore cilindrata, si differenziava per le misure di alesaggio e corsa maggiorate e per alcuni particolari.
La moto si rivelò un fiasco commerciale, tanto che l'azienda fu spinta a produrre una serie di motociclette più tradizionali, ovvero l'Ala Rossa, l'Ala Bianca, l'Ala d'Oro, l'Ala Azzurra e l'Ala Verde.
La Chimera 175 fu prodotta fino al 1960 per un totale di 119 esemplari. La produzione della Chimera 250 durò fino al 1965 per un totale di 177 esemplari.